# Данлавин

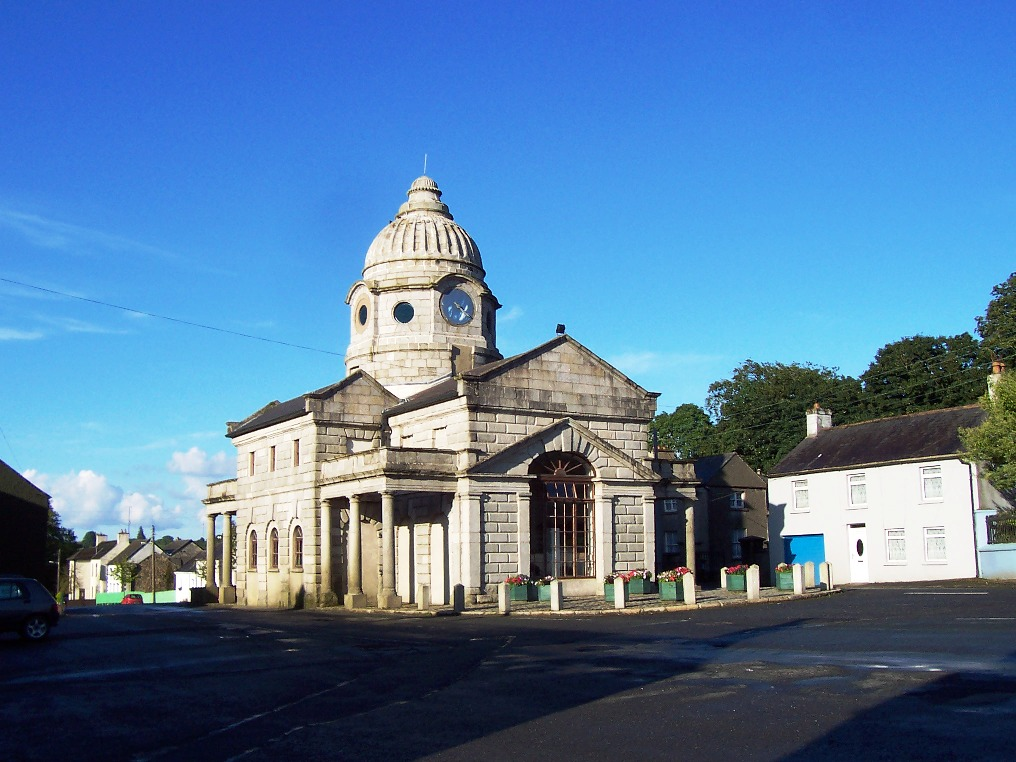
Здание рынка

Данлавин (англ. Dunlavin; ирл. Dún Luáin, «форт вязов») — деревня в Ирландии, находится в графстве Уиклоу (провинция Ленстер) у пересечения дорог R412 и R756.
Местная железнодорожная станция была открыта 22 июня 1885 года, закрыта для пассажиров 27 января 1947 года, для товароперевозок — 10 марта 1947 года, и окончательно закрыта — 1 апреля 1959 года.

## Демография
Население — 849 человек (по переписи 2006 года). В 2002 году население составляло 814 человек.
Данные переписи 2006 года:
| Общие демографические показатели |               |                               |                               |      |      |
| Всё население                    | Всё население | Изменения населения 2002—2006 | Изменения населения 2002—2006 | 2006 | 2006 |
| 2002                             | 2006          | чел.                          | %                             | муж. | жен. |
| 814                              | 849           | 35                            | 4,3                           | 419  | 430  |